# 대한민국 임시 헌법
대한민국 임시 헌법(大韓民國臨時憲法)은 1919년 9월 11일 공포한 대한민국 임시정부의 헌법이다. 1919년 4월 11일 대한민국 임시 의정원이 제정한 기존의 대한민국 임시 헌장의 내용을 대폭 보강하였고, 명칭을 '헌장'에서 '헌법'으로 변경하였다. 대한민국 임시 헌장이 총 10개조로 된 간략한 내용이었던데 반해, 대한민국 임시 헌법은 총 8장 58조의 방대한 내용으로 구성되어 있다.
임시 헌법은 임시 헌장에 명시된 내용 그대로 국호는 '대한민국'으로 하고, 정치 체제는 '민주공화국'으로 하였다. 기존 임시 헌장이 대한제국의 황실을 우대한다고만 적혀 있었던데 반해, 임시 헌법은 제3조에 대한민국의 영토는 구한국(대한제국)의 판도로 한다고 명시하고, 제7조에 대한민국은 구 황실을 우대한다고 하여, 대한민국 임시정부가 대한제국을 계승함을 분명히 하였다.
임시 헌법은 기존 임시 헌장과 달리 '대통령제'를 처음으로 채택하였다. 임시 헌법 제6조에서 대한민국의 주권행사는 헌법규범 내에서 임시 대통령에게 전임한다고 명시하였고, 제3장에서 임시 대통령은 국가를 대표하고 정무를 총감하며 법률을 공포한다고 명시하였다. 이 헌법에 따라 기존 국무총리였던 이승만이 대한민국 임시정부의 초대 대통령에 선출되었다. 그러나 이승만의 독단적 의사 결정에 대한 불만과 반발이 거세어지자, 1925년 3월 7일 임시 의정원은 이승만 대통령을 탄핵하고, 4월 7일 이 헌법을 개정하여 대통령제를 폐지하고 집단지도체제를 도입하여, 국무령과 국무원으로 구성되는 국무회의의 결정으로 행정과 사법을 총괄하도록 하였다.

## 구성
- 제1장 총령
  - 제1조 대한민국은 대한인민으로 조직한다.
  - 제2조 대한민국의 주권은 대한인민 전체에 있다.
  - 제3조 대한민국의 강토는 구한국[1]의 판도로 한다.
  - 제4조 대한민국의 인민은 일체 평등하다.
  - 제5조 대한민국의 입법권은 의정원이, 행정권은 국무원이, 사법권은 법원이 행사한다.
  - 제6조 대한민국의 주권행사는 헌법규범 내에서 임시 대통령에게 전임한다.
  - 제7조 대한민국은 구 황실을 우대한다.
- 제2장 인민의 권리와 의무
- 제3장 임시 대통령
  - 임시 대통령은 국가를 대표하고 정무를 총감하며 법률을 공포한다.
- 제4장 임시 의정원
  - 임시 의정원은 완전한 국회가 성립되는 날에 해산하고 그 직권은 국회가 이를 행한다.
- 제5장 국무원
  - 제38조 행정사무는 내무, 외무, 법무, 재무, 교통의 각 부와 노동국을 설치하여 각기 분장한다.
- 제6장 법원
  - 제44조 법원은 법률에 의하여 민사소송 및 형사소송을 재판함. 형사소송과 기타 특별소송은 법률로써 이를 정한다.
- 제7장 재정
  - 제50조 임시정부의 세입 세출은 매년 예산을 임시 의정원에 제출하여 의결을 요한다.
- 제8장 보칙
  - 제55조 본 임시헌법을 시행하여 국토회복 후 1개년 내에 임시 대통령이 국회를 소집하되, 그 국회의 조직 및 선거방법은 임시 의정원이 이를 정한다.
  - 제56조 대한민국 헌법은 국회에서 제정하되 헌법이 시행되기 전에는 본 임시헌법이 헌법과 동일한 효력을 가진다.

## 특징
이 헌법은 1919년(대한민국 원년) 4월 11일 제정한 대한민국 임시 헌장을 같은 해 9월 11일 통합임시정부를 수립하면서 개정·공포한 것이다. 명칭도 '임시 헌법'으로 바꾸었다. 옐리네크의 국가 3요소론, 몽테스키외의 3권 분립론을 수용하였으며, 광복된 현대 국가의 헌법으로도 손색이 없는 헌법 조문을 갖추었다. 국가 형태로는 대통령제 도입을 골자로 하였다.

## 헌법 개정
1925년 4월 7일 기존의 헌법을 개정하여, 대통령제를 폐지하고 집단지도체제를 도입하였다. 이에 따라, 국무령과 국무원으로 조직한 국무회의의 결정으로 행정과 사법을 총괄하도록 하였다. 이 헌법 개정문은 1925년 4월 30일에 발간된 대한민국 임시정부 공보 42호에 실렸다.
- 제1장 대한민국
  - 제1조 대한민국은 민주공화국이다.
  - 제2조 대한민국은 임시정부가 통치한다.
  - 제3조 대한민국은 광복운동 중에는 광복운동자가 전 인민을 대표한다.
- 제2장 임시정부
  - 제4조 임시정부는 국무령과 국무원으로 조직한 국무회의의 결정으로 행정과 사법을 통판한다.
- 제3장 임시의정원
  - 제18조 임시의정원은 의원으로 조직한 입법기관이다.
- 제4장 광복운동자
- 제5장 회계
  - 제30조 임시정부의 세입 세출의 예산 결산과 국채와 기타 국고부담이 될 만한 사건은 임시의정원의 의결을 요한다.
- 제6장 보칙
  - 제32조 임시정부는 국토광복 후 1년 이내에 국회를 소집하여 헌법을 제정하되 국회성립 전에는 본 임시헌법이 헌법을 대신한다.
  - 제35조 본 임시헌법은 대한민국 7년[2] 4월 7일부터 시행하고 동시에 원년 9월 11일에 공포한 임시헌법은 폐지한다.

## 같이 보기
- 대한민국 헌법
- 대한민국 제헌 헌법
- 대한민국 임시정부
- 대한민국 임시 헌장
- 대한민국 헌법의 역사
- 대한민국 임시 의정원